# Coupe de France 2004/05
Het seizoen 2004/2005 was het 88e seizoen van de Coupe de France in het voetbal. Het toernooi werd georganiseerd door de Franse voetbalbond.
Dit seizoen namen er 6263 clubs deel. De competitie ging in de zomer van 2004 van start en eindigde op 4 juni 2005 met de finale in het Stade de France in Saint-Denis. De finale werd gespeeld tussen en Association de la Jeunesse Auxerroise en Club Sportif de Sedan (beide clubs stonden voor de vijfde keer in de finale). AJ Auxerre veroverde voor de vierde keer de beker door CS Sedan met 2-1 te verslaan.
Als bekerwinnaar nam AJ Auxerre in het seizoen 2005/06 deel in de UEFA Cup.

## Uitslagen

### 1/32 finale
De 20 clubs van de Ligue 1 kwamen in deze ronde voor het eerst in actie. De wedstrijden werden op 7, 8 en 9 januari gespeeld.
 * = thuis; ** vier wedstrijden werden op neutraal terrein gespeeld.
| Winnaar             | Uitslag      | Verliezer               |
| ------------------- | ------------ | ----------------------- |
| AJ Auxerre          | 1-0          | Calais RUFC **          |
| CS Sedan *          | 3-1          | RC Strasbourg           |
| Olympique Nîmes *   | 3-2          | AS Saint-Étienne        |
| AS Monaco           | 7-0          | AC Seyssinet Pariset ** |
| US Boulogne *       | 1-0 nv       | US Avranches            |
| Grenoble Foot 38    | 3-2 nv       | LB Châteauroux *        |
| FC Sochaux *        | 1-0          | SC Bastia               |
| Clermont Foot       | 1-1 ns (6-5) | Vesoul HSF *            |
| Paris Saint-Germain | 6-1          | US Langueux *           |
| US Quevilly *       | 1-0          | EA Guingamp             |
| OGC Nice            | 4-0          | AS Beauvais *           |
| Stade Rennes *      | 1-0 nv       | Stade Brest             |
| FC Nantes           | 3-0          | FC Cournon **           |
| Lille OSC **        | 2-1          | Le Mans UC              |
| US Albi             | 3-1          | Troyes AC *             |
| Olympique Lyon      | 2-0          | ES Viry-Châtillon **    |

| Winnaar                    | Uitslag      | Verliezer               |
| -------------------------- | ------------ | ----------------------- |
| Vannes OC                  | 3-0          | Tarbes Stado Football * |
| US Montagnarde *           | 2-0          | Garde Saint-Ivy Pontivy |
| AC Ajaccio                 | 1-1 ns (5-4) | AS Nancy *              |
| FC Libourne-Saint-Seurin * | 2-1          | RC La Flèche            |
| Blois Foot 41              | 1-0 nv       | SA Épinal *             |
| FC Rhône Vallées **        | 0-0 ns (3-1) | Rapid Menton            |
| FC Metz                    | 2-1          | Rodez AF *              |
| Sporting Toulon Var *      | 3-0          | FC Montceau-Bourgogne   |
| Girondins Bordeaux *       | 2-0          | FC Istres               |
| SO Romorantin              | 2-1          | FCSR Haguenau *         |
| Stade Reims                | 2-0          | SC Schiltigheim *       |
| SM Caen                    | 2-0          | FC Mulhouse *           |
| Olympique Saumur *         | 2-2 ns (4-3) | Paris FC                |
| RC Lens                    | 4-0          | CO Saint-Dizier *       |
| SCO Angers                 | 3-2          | Olympique Marseille *   |
| Toulouse FC                | 3-0          | FC Gambsheim *          |

### 1/16 finale
De wedstrijden werden op 11, 12 en 13 februari gespeeld.
 * = thuis; ** Rhône Vallées-Grenoble in Valence, Saumur-Nantes in Angers, Lille-Lens in Villeneuve d‘Ascq.
| Winnaar          | Uitslag      | Verliezer                  |
| ---------------- | ------------ | -------------------------- |
| AJ Auxerre       | 2-0          | Vannes OC *                |
| CS Sedan *       | 4-0          | US Montagnarde             |
| Olympique Nîmes  | 1-1 ns (4-2) | AC Ajaccio                 |
| AS Monaco        | 4-2          | FC Libourne-Saint-Seurin * |
| US Boulogne *    | 4-0          | Blois Foot 41              |
| Grenoble Foot 38 | 2-1          | FC Rhône Vallées **        |
| FC Sochaux       | 1-0          | FC Metz *                  |
| Clermont Foot *  | 1-0          | Sporting Toulon Var        |

| Winnaar               | Uitslag | Verliezer           |
| --------------------- | ------- | ------------------- |
| Paris Saint-Germain * | 3-1 nv  | Girondins Bordeaux  |
| US Quevilly           | 1-0     | SO Romorantin *     |
| OGC Nice *            | 3-1 nv  | Stade Reims         |
| Stade Rennes *        | 2-0     | SM Caen             |
| FC Nantes             | 2-0     | Olympique Saumur ** |
| Lille OSC **          | 3-2     | RC Lens             |
| US Albi *             | 2-0 nv  | Angers SCO          |
| Olympique Lyon        | 2-1     | Toulouse FC *       |

### 1/8 finale
De wedstrijden werden op 1 en 2 maart gespeeld.
 * = thuis; ** Lille-Grenoble in Villeneuve d‘Ascq, Albi-Sochaux in Castres.
| Winnaar           | Uitslag | Verliezer           |
| ----------------- | ------- | ------------------- |
| AJ Auxerre *      | 3-2     | Paris Saint-Germain |
| CS Sedan *        | 2-0     | US Quevilly         |
| Olympique Nîmes * | 4-0     | OGC Nice            |
| AS Monaco         | 1-0 nv  | Stade Rennes *      |

| Winnaar          | Uitslag      | Verliezer      |
| ---------------- | ------------ | -------------- |
| US Boulogne *    | 3-2          | FC Nantes      |
| Grenoble Foot 38 | 3-1 nv       | Lille OSC **   |
| FC Sochaux       | 3-0          | US Albi **     |
| Clermont Foot *  | 1-1 ns (4-3) | Olympique Lyon |

### Kwartfinale
De wedstrijden werden op 19 en 20 april gespeeld.
 * = thuis; ** Boulogne-Auxerre in Lens. 
| Winnaar           | Uitslag | Verliezer        |
| ----------------- | ------- | ---------------- |
| AJ Auxerre        | 2-1 nv  | US Boulogne **   |
| CS Sedan *        | 2-1 nv  | Grenoble Foot 38 |
| Olympique Nîmes * | 4-3 nv  | FC Sochaux       |
| AS Monaco *       | 1-0 nv  | Clermont Foot    |

### Halve finale
De wedstrijden werden op 10 en 11 mei gespeeld.
 * = thuis 
| Winnaar      | Uitslag | Verliezer       |
| ------------ | ------- | --------------- |
| AJ Auxerre * | 2-1     | Olympique Nîmes |
| CS Sedan     | 1-0     | AS Monaco       |

### Finale
|             |                                                |       |                   |                                                                                 |
| 4 juni 2005 | AJ Auxerre                                     | 2 – 1 | CS Sedan          | Stade de France, Saint-Denis Toeschouwers: 77.617 Scheidsrechter: Bruno Derrien |
| 4 juni 2005 | Benjamin Mwaruwari 37' Bonaventure Kalou 90+4' |       | 64' Stéphane Noro | Stade de France, Saint-Denis Toeschouwers: 77.617 Scheidsrechter: Bruno Derrien |